# Urbain Cancelier
Urbain Cancelier, né le 2 août 1959 à Paris, est un acteur français.

## Biographie
Comédien de théâtre, il n'a pas quitté les planches depuis le début des années 1980. Il joua plusieurs fois sous la direction de Bernard Murat, qui en fit l'interprète idéal de Feydeau. Il a également joué dans la pièce musicale Frou-frou les Bains, et dans Amadeus en 2005, dans le rôle de l'empereur Joseph II, aux côtés de Jean Piat (Salieri) et Lorànt Deutsch (Mozart).
Repéré par Jean-Michel Ribes, il intègre la série Palace en 1988. Mais c'est son rôle de l'épicier Collignon dans Le Fabuleux Destin d'Amélie Poulain qui va le populariser. Depuis, il a tourné pour Patrice Leconte ou Gérard Krawczyk, et retrouvé Jean-Michel Ribes (Musée haut, musée bas) et Jean-Pierre Jeunet (Micmacs à tire-larigot).
Il interprète à de nombreuses reprises le mari de l’actrice Fabienne Chaudat comme dans la pièce de théâtre Le Dindon au théâtre Édouard VII ou encore dans Malabar Princess.

## Théâtre
- 1985 : Les Fourberies de Scapin de Molière, mise en scène Jacques Bachelier
- 1987 : Une femme est un Diable de Prosper Mérimée, mise en scène Frédérique Aufort, théâtre de Neuilly
- 1988 : Les Cannibales de George Tabori, mise en scène Wolfram Mhering, théâtre national de Chaillot
- 1989 : C'est une femme du monde et Séance de nuit de Georges Feydeau, mise en scène Jean-Baptiste Fronty, théâtre de Neuilly
- 1990 : La Dame de chez Maxim's de Georges Feydeau, mise en scène Bernard Murat, théâtre Marigny
- 1992 : Nina d'André Roussin, mise en scène Bernard Murat, théâtre de la Gaîté-Montparnasse
- 1992 : La Puce à l'oreille de Georges Feydeau, mise en scène Jean-Claude Brialy, théâtre de la Michodière
- 1993 : Pygmalion de Bernard Shaw, mise en scène Bernard Murat, théâtre Hébertot
- 1993 : Tailleur pour dames de Georges Feydeau, mise en scène Bernard Murat, théâtre de Paris
- 1994 : On purge bébé de Georges Feydeau, mise en scène Bernard Murat, théâtre Édouard-VII
- 1995 : Monsieur de Saint-Futile de Françoise Dorin, mise en scène Jean-Luc Moreau, théâtre des Bouffes-Parisiens
- 1996 : La Puce à l'oreille de Georges Feydeau, mise en scène Bernard Murat, théâtre des Variétés
- 1997 : La Puce à l'oreille de Georges Feydeau, mise en scène Bernard Murat, théâtre des Variétés
- 1997 : Le Malade imaginaire de Molière, mise en scène Richard Taxy
- 1998 : Le Mari, la femme et l'amant de Sacha Guitry, mise en scène Bernard Murat, théâtre des Variétés
- 1998 : Frédérick ou le boulevard du crime d'Éric-Emmanuel Schmitt, mise en scène Bernard Murat, théâtre Marigny
- 1999 : Frédérick ou le boulevard du crime d'Éric-Emmanuel Schmitt, mise en scène Bernard Murat, tournée
- 1999-2002 : Frou-Frou les Bains de Patrick Haudecœur, mise en scène Jacques Décombe, théâtre Daunou
- 2003-2005 : Devinez Qui ? Dix petits nègres d'Agatha Christie, mise en scène Bernard Murat, théâtre du Palais-Royal
- 2005 : Amadeus de Peter Shaffer, mise en scène Stéphane Hillel, théâtre de Paris
- 2007 : Victor ou les enfants au pouvoir de Roger Vitrac, mise en scène Alain Sachs, théâtre Antoine
- 2008 - 2010 : César, Fanny, Marius d'après Marcel Pagnol, mise en scène Francis Huster, théâtre Antoine
- 2009 : Les Deux Canards de Tristan Bernard et Alfred dAthis, mise en scène Alain Sachs, théâtre Antoine
- 2010 : Boubouroche de Courteline, mise en scène Nicolas Briançon
- 2011 : Kramer contre Kramer de Avery Corman, mise en scène Didier Caron
- 2012 : Le Dindon de Georges Feydeau, mise en scène Bernard Murat, théâtre Édouard-VII
- 2012 : Le songe d'une nuit d'été de Shakespeare, mise en scène Nicolas Briançon, tournée
- 2013 : Thé à la menthe ou t'es citron ? de et mise en scène Patrick Haudecœur, théâtre Fontaine
- 2014 : Thé à la menthe ou t'es citron ? de et mise en scène Patrick Haudecœur, théâtre de la Renaissance
- 2015 : Le Système d'Antoine Rault, mise en scène Didier Long, théâtre Antoine
- 2016 : Du vent dans les branches de Sassafras de René de Obaldia, mise en scène Bernard Murat, théâtre Édouard-VII
- 2016 : Peau de Vache de Pierre Barillet et Jean-Pierre Gredy, mise en scène Michel Fau, théâtre Antoine
- 2019 : Frou-Frou les Bains de et mise en scène Patrick Haudecoeur, théâtre Tête d'Or et tournée
- 2020 : Frou-Frou les Bains de et mise en scène Patrick Haudecoeur, théâtre Édouard-VII
- 2023 : La Présidente de Maurice Hennequin et Pierre Veber, mise en scène Jeoffrey Bourdenet, théâtre Tête d'Or
- 2024: Momentanément décédé ! de Hugo Rezeda, mise en scène de l'auteur, avec Nathalie Marquay et Pétronille Moss, tournée.
- 2024 : La valse des pingouins de Patrick Haudecoeur, mise en en scène de Patrick Haudecoeur d'après Jacques Décombe, tournée puis théâtre des nouveautés en 2025

## Filmographie

### Cinéma
- 1988 : Bonjour l'angoisse de Pierre Tchernia
- 1994 : Jefferson à Paris de James Ivory
- 1994 : La Vengeance d'une blonde de Jeannot Szwarc : le livreur
- 1996 : Ridicule de Patrice Leconte : Louis XVI
- 1997 : Le Bossu de Philippe de Broca : Argenson
- 1997 : Tenue correcte exigée de Philippe Lioret : Raoul Duchemin
- 1998 : Riches, belles, etc. de Bunny Godillot
- 2001 : Le Fabuleux Destin d'Amélie Poulain de Jean-Pierre Jeunet : Collignon
- 2002 : Ma femme s'appelle Maurice de Jean-Marie Poiré : Poilard
- 2004 : Un long dimanche de fiançailles de Jean-Pierre Jeunet : le curé
- 2004 : Les Gaous de Igor Sekulic : Chef gendarme
- 2004 : Malabar Princess de Gilles Legrand : Gaston
- 2004 : Confidences trop intimes de Patrice Leconte : Chatel
- 2005 : 13 Tzameti de Gela Babluani : le contrôleur SNCF
- 2006 : Les Aristos de Charlotte de Turckheim : Duc Réginald Saumur Chantilly
- 2006 : Incontrôlable de Raffy Shart : le producteur
- 2006 : Les Vacances de Mr. Bean de Steve Bendelack : le chauffeur de bus
- 2007 : L'Auberge rouge de Gérard Krawczyk : Philippe de Marcillac, fils de la comtesse, époux de Marie-Odile
- 2008 : Musée haut, musée bas de Jean-Michel Ribes : Bernard
- 2008 : La Jeune Fille et les Loups de Gilles Legrand : le médecin
- 2009 : Micmacs à tire-larigot de Jean-Pierre Jeunet : le gardien de nuit de Marconi
- 2011 : Tu seras mon fils de Gilles Legrand : Lacourt père
- 2011 : Voir la mer de Patrice Leconte : le conducteur du camion
- 2012 : Bienvenue parmi nous de Jean Becker : le boucher
- 2012 : Le Magasin des suicides de Patrice Leconte : le gynécologue / le client neurasthénique (voix)
- 2013 : Belle et Sébastien de Nicolas Vanier : le maire
- 2015 : La Séance (court-métrage) d'Édouard de La Poëze : Victor
- 2015 : L'Odeur de la mandarine de Gilles Legrand : le sergent
- 2015 : Belle et Sébastien, l'aventure continue de Christian Duguay : le maire
- 2016 : Les Visiteurs : La Révolution de Jean-Marie Poiré : le geôlier chef
- 2017 : L'École buissonnière de Nicolas Vanier : Lucien
- 2017 : Raid Dingue de Dany Boon : le président de la République
- 2018 : Les Bonnes intentions de Gilles Legrand : Oncle
- 2019 : La Belle Époque de Nicolas Bedos : Villemain
- 2021 : Eugénie Grandet de Marc Dugain : Marchand de vin
- 2022 : Simone, le voyage du siècle d'Olivier Dahan : Secrétaire général Parquet

### Télévision
- 1988 : Palace (série TV) de Jean-Michel Ribes : Un client
- 1991 : Le Gorille (épisode Le gorille et le barbu) de Jean-Claude Sussfeld
- 1991 : Pierre qui roule de Marion Vernoux : Le chef
- 1996 : Le bourgeois se rebiffe de Jean-Pierre Alessandri : Goubi
- 1996 : Saint-Exupéry, la dernière mission de Robert Enrico : Le barman
- 1998 : Le monde d'Angelo de Pascal Kané : Le juge
- 1998 : Maison de famille de Serge Moati
- 1998 : La dame aux camélias de Jean-Claude Brialy : Saint Gaudens
- 2000 : Chercheur d'héritiers (épisode Une carte postale de Rome) : Marcel
- 2000 : H (épisode Une histoire de cobaye)
- 2001 : L'emmerdeuse de Michaël Perrotta : M. Duringer
- 2002 : Passage du bac de Olivier Langlois : Chardon
- 2002 : Femmes de loi (épisode Dette d'amour) : Deslandes
- 2002 : La Crim' (épisode Contre-temps) : Xavier Danan
- 2003 : L'Adorable Femme des neiges de Jean-Marc Vervoort : Adrien
- 2003 : Joséphine, ange gardien (épisode Le stagiaire)
- 2006 : Passés troubles de Serge Meynard : Chardin
- 2008 : À droite toute de Marcel Bluwal : Le docteur
- 2009 : Clara, une passion française de Sébastien Grall : Émile
- 2011 : Les livres qui tuent de Denys Granier-Deferre : Patron du restaurant
- 2011 : Bas les cœurs de Robin Davis : Barbier
- 2012 : Tout est bon dans le cochon de David Delrieux : Mr. Paquet, employé pôle emploi
- 2013 : Les Pirogues des hautes terres de Olivier Langlois : René Barthes
- 2015 : Falco (épisode Intoxications)
- 2020 : Das Boot (saison 2) : Père Michel
- Depuis 2021 : Scènes de ménages : M. Boursier, le propriétaire de Léo et Leslie

## Distinctions

### Nomination
- Molières 2015 : nomination au Molière du comédien dans un second rôle pour Le Système